# 松州 (隋朝)
松州，中国隋朝时设置的州。
- 隋文帝开皇九年（589年），平定南陈，设立松州，下辖澧阳县（今湖南省澧县东南）、孱陵县（今湖南省安乡县北）、安乡县（今湖南省安乡县西）、石门县（今湖南省石门县）。不久改为澧州。
- 隋文帝开皇九年（589年），平定南陈，设立松州，下辖宜昌县（今湖北省宜昌市西）、宜都县。开皇十一年（591年），废除松州，宜昌县、宜都县改属荆州。